# Kanton Carcassonne-1
Der Kanton Carcassonne-1 ist ein französischer Wahlkreis im Arrondissement Carcassonne, im Département Aude und in der Region Okzitanien. Er umfasst den nördlichen Teil der Stadt Carcassonne mit 14.580 Einwohnern (Stand: 2022). Im Rahmen der landesweiten Neuordnung der französischen Kantone wurde er im Frühjahr 2015 verändert, so dass außer Carcassonne keine weiteren Gemeinden mehr zum Kanton gehören.

## Geschichte
Bis zur landesweiten Neuordnung der französischen Kantone im März 2015 gehörten zum Kanton Carcassonne-1 noch die sieben Gemeinden Berriac, Cavanac, Cazilhac, Couffoulens, Leuc, Mas-des-Cours und Palaja. Sein Gebiet erstreckte sich im Osten von Carcassonne, so dass der Kanton auch Carcassonne-Est genannt wurde. Er besaß vor 2015 den INSEE-Code 1107.

## Politik
| Vertreter im Departementrat | Vertreter im Departementrat    | Vertreter im Departementrat |
| Amtszeit                    | Namen                          | Partei                      |
| --------------------------- | ------------------------------ | --------------------------- |
| 2015–                       | Chloé Danillon Michel Molherat | PS                          |